# Aleramici
Los Aleramici (anteriormente citados como Aleramidi) fueron una importante dinastía nobiliaria y reinante del norte de Italia, aunque de origen borgoñón, cuyas diferentes ramas dominaron conjuntamente el marquesado de la Liguria Central (o marca Alerámica) tras su concesión por el emperador Otón I el Grande en el siglo X, además de reinar sobre el Reino de Jerusalén y el Reino de Tesalónica durante los siglos XII y XIII. A la par de su dominio territorial, establecieron importantes alianzas con el Sacro Imperio Romano y el Imperio Romano de Oriente, donde consolidaron su mayor influencia tras su histórico liderazgo en las cruzadas. Su decadencia comenzó en el siglo XIII con la pérdida de sus feudos imperiales ante las comunas de la Liga Lombarda y la extinción de su célebre rama segundogénita del Monferrato en el siglo XIV tras la muerte de la emperatriz Irene. Su rama primogénita de Savona mantuvo el dominio de los estados de Saluzzo y Finale hasta el siglo XVI.

## Historia

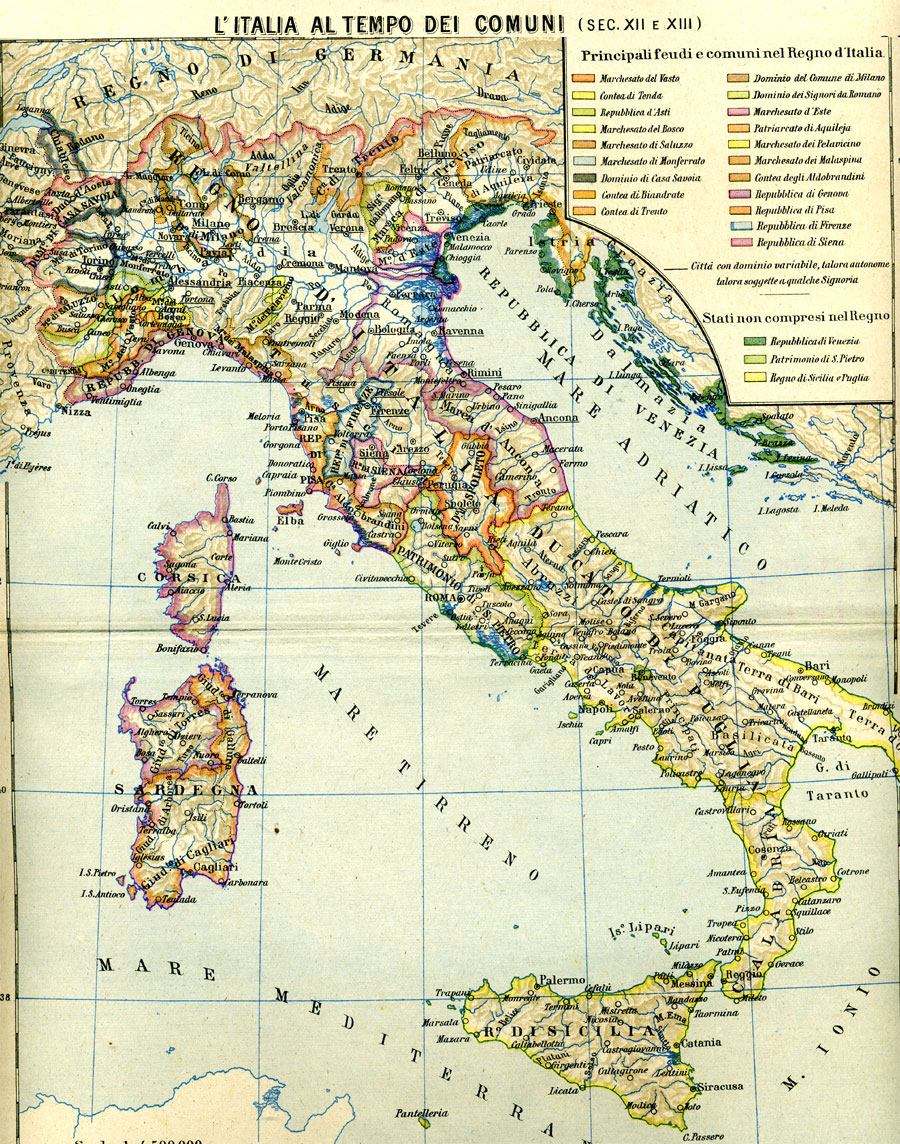
Mapa de Italia a finales del siglo XIII, mostrando los restantes dominios alerámicos en la bahía de Liguria

Los Aleramici tomaron su nombre del conde franco Aleramo, primer marqués de la Liguria Central por diploma del emperador Otón I el Grande en el año 966, tras la concesión de los territorios entre el río Po y el puerto de Savona recibidos del rey italiano Hugo de Provenza en el año 933. El marqués Aleramo fue hijo del conde franco Guillermo, conde palatino de origen borgoñón transferido a Italia junto al emperador Guido de Spoleto. En el año 961, Aleramo contrajo matrimonio con la princesa Gerberga de Italia, hija del rey Berengario II, tras haber enviudado de su primera esposa, de nombre desconocido.

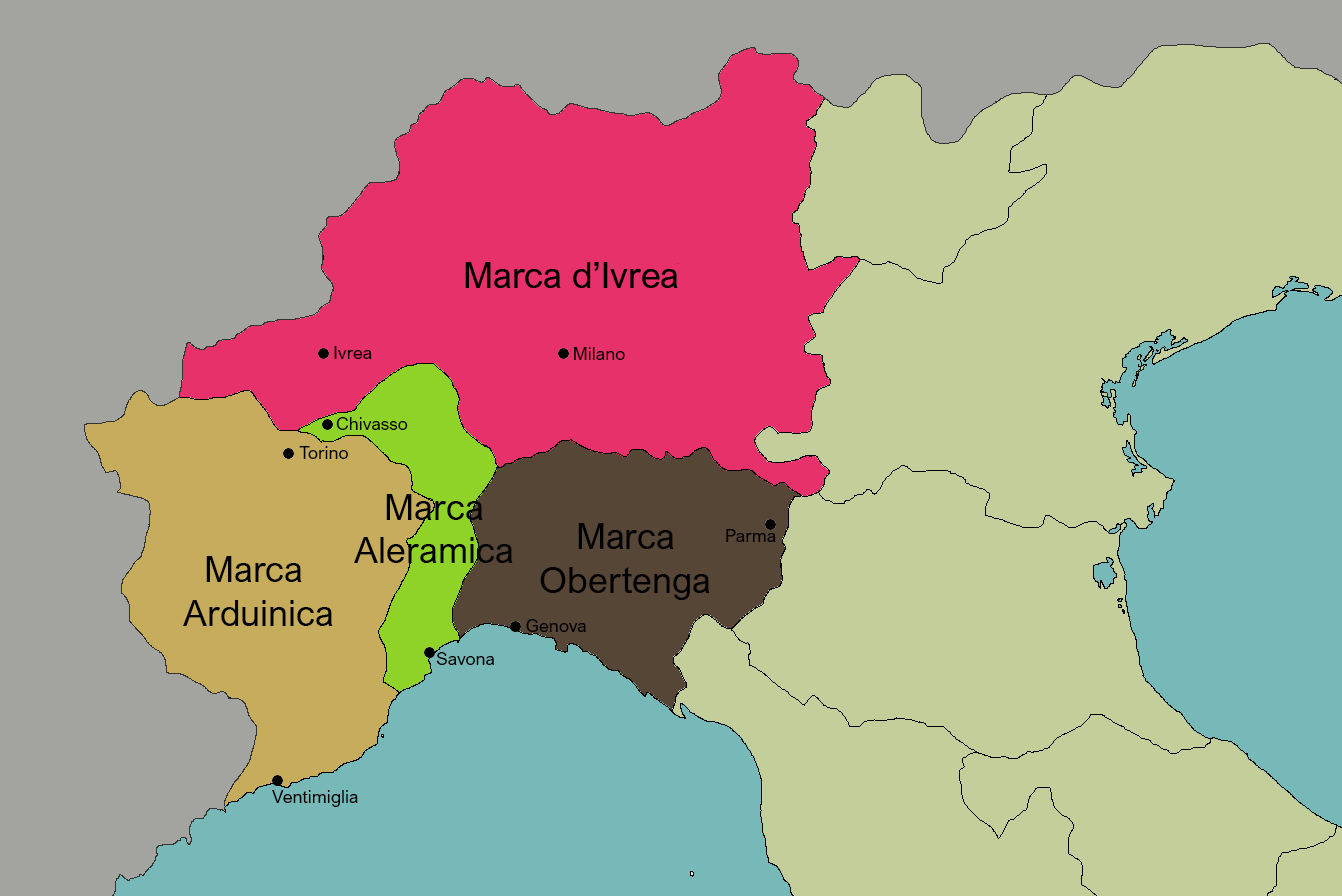
Las cuatro marcas del norte de Italia otorgadas por el emperador Otón I el Grande, incluida la marca Alerámica o de la Liguria Central.

La connotada descendencia de los Aleramici se dividió en los llamados marqueses de Savona y marqueses del Monferrato, a su vez subdivididos en numerosas ramas descendentes de acuerdo a la tradición sálica de su linaje. A pesar ser la descendencia segundogénita, fue la rama del Monferrato la que alcanzó mayores cuotas de poder durante la Edad Media, especialmente tras su destacado liderazgo en las cruzadas, inaugurado por el marqués Guillermo V del Monferrato, cabeza de la Segunda Cruzada (nombramiento otorgado conjuntamente por sus cuñados, el emperador Conrado III y el rey de Francia Luis VI, así como por su tío el papa Calixto II).  
En la Tercera Cruzada, los hermanos Guillermo Spadalunga y Conrado del Montferrato destacaron en diversas batallas y episodios de la misma, convirtiéndose Guillermo en yerno del rey Balduino IV, mientras que en abril de 1192 Conrado fue investido rey de Jerusalén (tras serlo de iure por su matrimonio con la reina Isabel de Jerusalén), aunque asesinado al poco tiempo. El hijo de Guillermo, Balduino V, fue rey de Jerusalén entre 1183 y 1186, mientras que su hermana María de Montferrato y su sobrina Yolanda serían reinas entre 1205 y 1228. Un tercer hermano de Guillermo y Conrado, Bonifacio I de Montferrato, lideró la Cuarta Cruzada que condujo a la conquista de Constantinopla y al establecimiento tanto del Imperio Latino de Oriente como del Reino de Tesalónica, del cual sus descendientes fueron soberanos.
En 1305 murió Juan I de Montferrato, último marqués del Montferrato perteneciente al linaje alerámico, pasando dicho territorio a los descendientes de su hermana, la emperatriz Irene del Monferrato y el emperador Andrónico II Paleólogo. No obstante, la descendencia primogénita de los alerámicos pervivió mediante las diversas líneas dinásticas ostentadoras de las fracciones sálicas de la marca alerámica: los marqueses de Savona, de Finale, de Saluzzo, de Busca, de Ceva, de Clavesana, de Incisa, de Sezze, del Bosco, de Ponzone, de Varazze, de Albissola, de Ussecio y de Pareto. En el siglo XIII, los jefes de gran parte de dichas ramas se aliaron al primogénito del linaje, el marqués Enrique de Savona, para detener la expansión de la República de Génova en la bahía de Liguria, conformando la Comuna de Savona, cediéndole a la misma sus dominios. Sin embargo, en 1251 la comuna gibelina de Savona fue conquistada por Génova, pasando muchos de ellos a la sujeción a dicho estado. Tan solo los marqueses de Finale y de Saluzzo consiguieron mantener el dominio autónomo de sus territorios hasta el siglo XVI, cuando fueron absorbidos por los reyes de España y de Francia respectivamente.
La rama primogénita de la dinastía alerámica pervivió a través de la familia del Carretto, cuyo fundador fue Enrique de Savona, hijo de Bonifacio de Savona , marqués de Finale. Otras ramas pervivieron a pesar de la temprana pérdida de sus dominios imperiales. 

## Mecenazgo
Ambas ramas de la descendencia alerámica (de Savona y Monferrato) ejercieron un importante mecenazgo cultural y literario que favoreció la producción de poesía trovadoresca en sus numerosas cortes. En las célebres cortes de Monferrato, de Saluzzo y de Finale surgieron nombres célebres de la trova medieval como Raimbaut de Vaqueiras, Bernart de Ventadorn, Bertran de Born y Gaucelm Faidit, entre otros. La liberalidad de los marqueses alerámicos les supuso un gran reconocimiento en el ambiente literario europeo, recibiendo elogios de Dante Alighieri en el Convivio y, en tiempos más recientes, de Giosuè Carducci. A finales del siglo XIV, Tomás III de Saluzzo, miembro de una de las ramas importantes de los Aleramici, escribió en francés una de las obras más importantes de la caballería medieval: Le Chevalier Errant (El Caballero Errante). Asimismo, los frescos del Castillo della Manta, comisionados por Valeriano de Saluzzo, figuran entre las primeras obras del manierismo surgido entre el arte medieval y renacentista en el norte de Italia.

## Las dos grandes ramas del linaje alerámico y sus respectivas subdivisiones

Armas de los alerámicos del Monferrato

Armas de los alerámicos de Savona o del Vasto

Armas de la familia del Vasto, marqueses de Saluzzo

Armas de la familia del Carretto, marqueses del Finale.

De acuerdo a su tradición franco-sálica, los Aleramici no siguieron la regla del mayorazgo, y para mitigar el debilitamiento de la dinastía debido a la escisión de los bienes feudales, los administraron a modo de consorcio. Los dominios de Aleramo siguieron siendo propiedad parcialmente indivisa entre los descendientes de sus dos hijos Otón y Anselmo durante casi un siglo, como lo demuestran los acuerdos que Savona continuó renovando con todas las ramas de la familia hasta 1085.
A finales del siglo XI, aproximadamente un siglo después de la muerte de Aleramo, las ramas principales del linaje de Aleramo eran:
- Los marqueses de Montferrato, descendientes de Otón I del Monferrato. Sus bienes patrimoniales se concentraron al norte del río Tanaro, aunque en los siglos siguientes conquistaron muchos territorios en el sur del Piamonte que habían pertenecido a otras familias alerámicas. Rainiero I de Montferrato fundó en 1126, junto a otros miembros de la familia, el monasterio cisterciense de Santa María di Lucedio cerca de Trino, que fue el principal lugar de culto y enterramiento de estos marqueses. Un nieto de este marqués, también llamado Rainiero, contrajo matrimonio con la hija de Manuel I Comneno, emperador de Oriente y se convirtió en rey de Tesalónica. En 1305, murió el último marqués de Montferrato de la familia Aleramici y el marquesado pasa por vía materna a la familia imperial de Bizancio, los Paleólogo, quienes se mantuvieron en el poder hasta 1533. Posteriormente, el marquesado pasa también por vía materna pasa a los Gonzaga, con quienes se convierte en Ducado, hasta Fernando Carlos I Gonzaga, muerto a principios del siglo XVIII, cuando Monferrato fue anexionado por la Casa de Saboya.
- Los marqueses de Savona o del Vasto, descendientes de Anselmo I de Savona. Habían heredado los territorios alerámicos entre Asti (o más bien Loreto) y Savona y habían sumado buena parte de los bienes arduínicos entre Saluzzo y Albenga.

En el siglo XII, la enorme extensión de territorio que gobernaba Bonifacio de Savona o del Vasto (hijo de Otón III de Savona y Berta de Torino), correspondiente en su mayor parte con la actual provincia de Cuneo, fue dividido entre sus hijos. Fueron siete los hijos del marqués que heredaron, habidos todos con su esposa Agnes de Vermandois, hija del príncipe Hugo I de Vermandois:
1. Manfredo, el primogénito, heredó el marquesado de Saluzzo.
2. Guglielmo se quedó con el marquesado de Busca y Lancia (Lanza).
3. Hugo de Clavesana, murió sin hijos.
4. Anselmo IV, del que nacieron los marqueses de Ceva y de Clavesana. Sus territorios y ciudades pasaron en su mayor parte a manos de los Saboya entre los siglos XIII y XIV.

1. Enrique, de quien desciende la familia del Carretto, marqueses del Finale hasta principios del siglo XVII.
2. Oddone Boverio fue marqués de Loreto, que alienó a sus feudos de Asti.
3. Bonifacio el Joven, obispo y marqués de Cortemilia.
4. Sibila se desposó con Guglielmo VI, señor de Montpellier.

Además, tuvo un hijo ilegítimo, Bonifacio d’Incisa, que fue desheredado por desobediencia, y del cual descienden los marqueses de Incisa.
- Los marqueses del Bosco, descendientes de Hugo II de Savona (hermano de Otón III), hijo de Anselmo II de Savona y de Adelasia d'Este. Sus bienes patrimoniales se ubicaron entre Alessandria y Varazze. En el siglo XII su vasto territorio fue dividido entre sus hijos:

1. Anselmo III, primogénito, heredó el marquesado del Bosco
2. Azzo, obispo de Acqui (no heredó).
3. Aleramo II, de quien descienden los marqueses de Ponzone
4. Güelfo, de quien vinieron los marqueses de Albissola

En el siglo XIII sus diversas ramas se concentraron en la corte de Varazze, desde la que gobernaron sus coseñoríos costeros hasta su anexión a la República de Génova.

## Galería de Imágenes

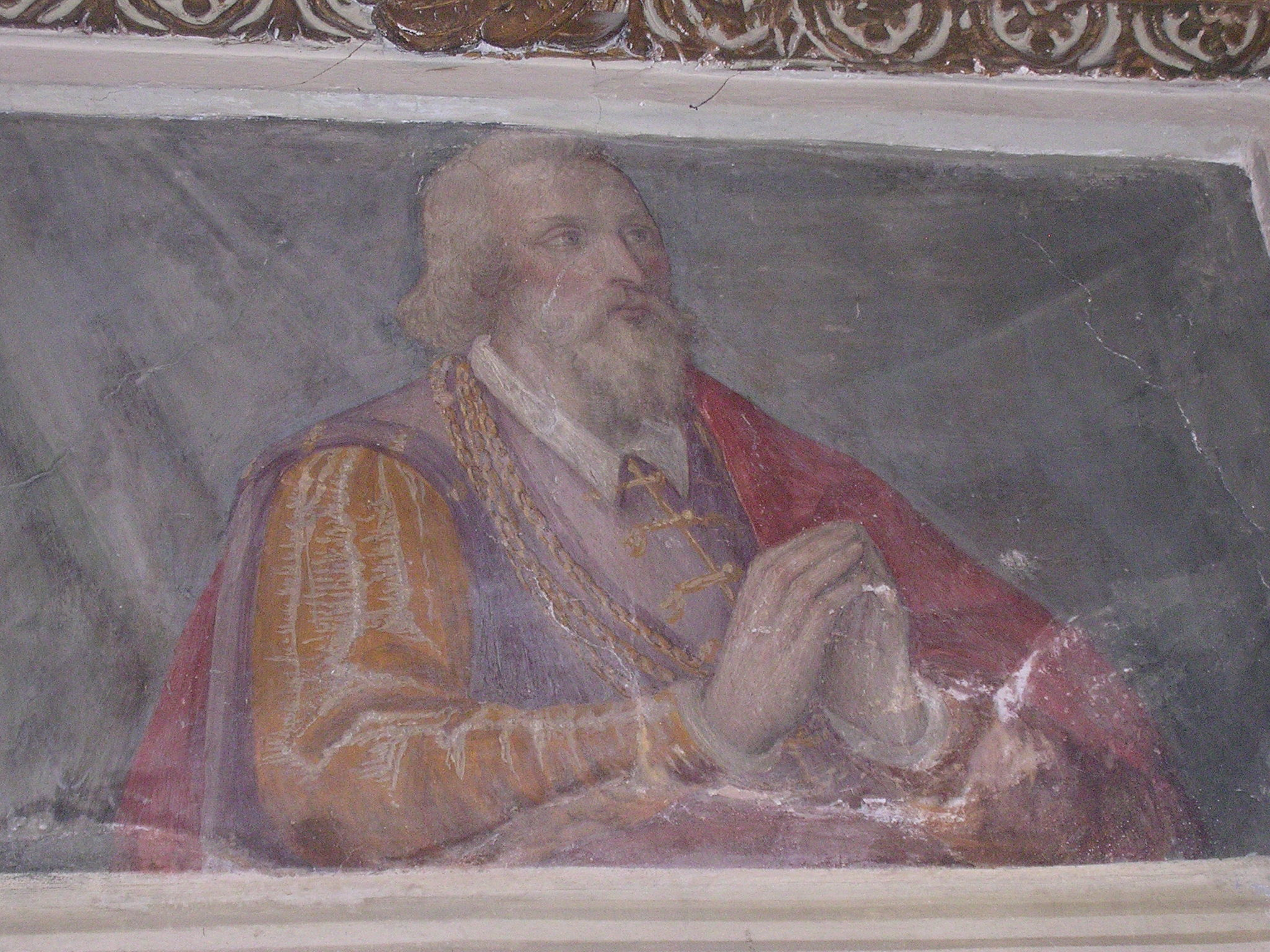
Retrato apócrifo del marqués Aleramo (s. XVII)
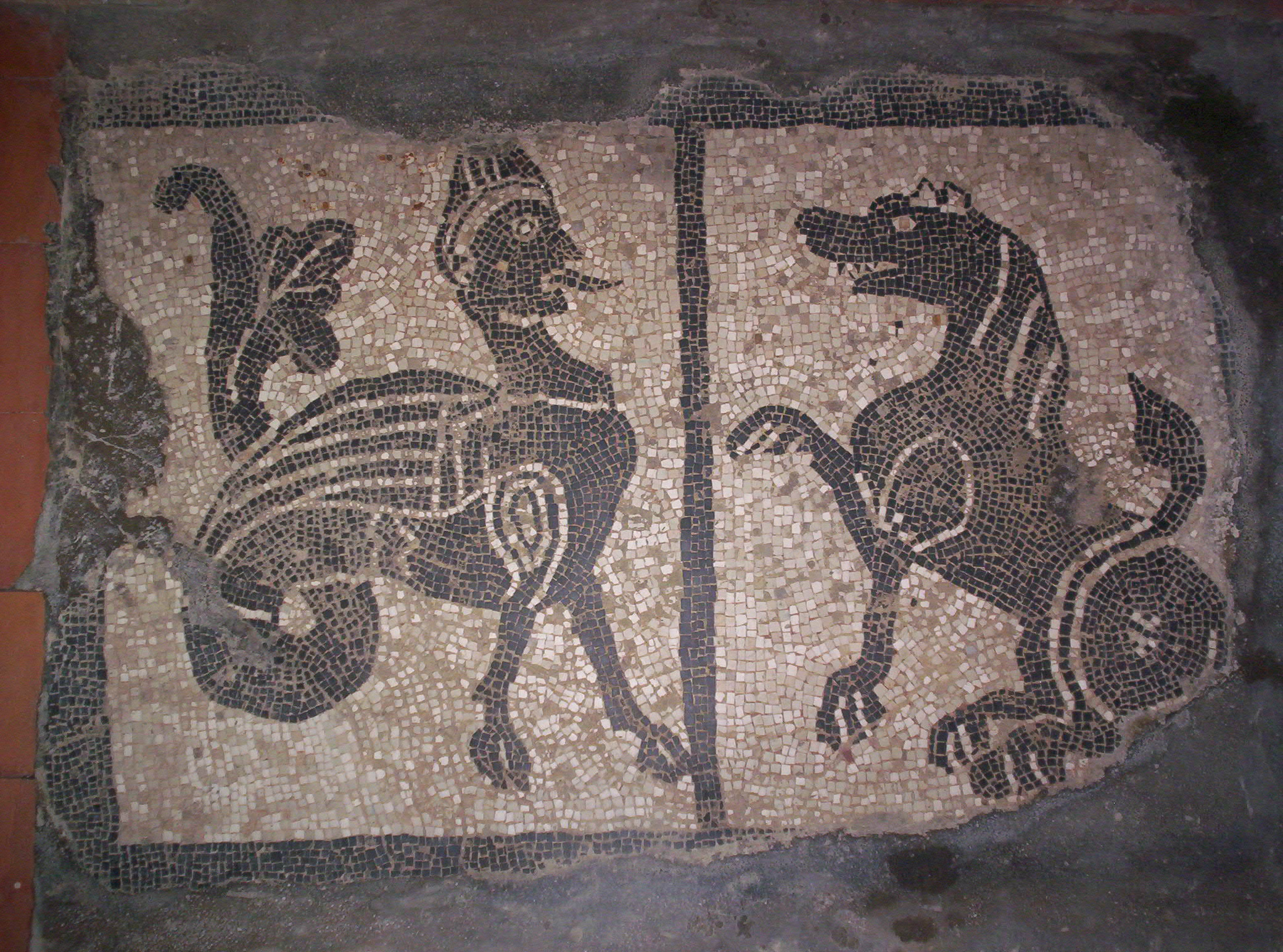
Mosaico del enterramiento del marqués Aleramo
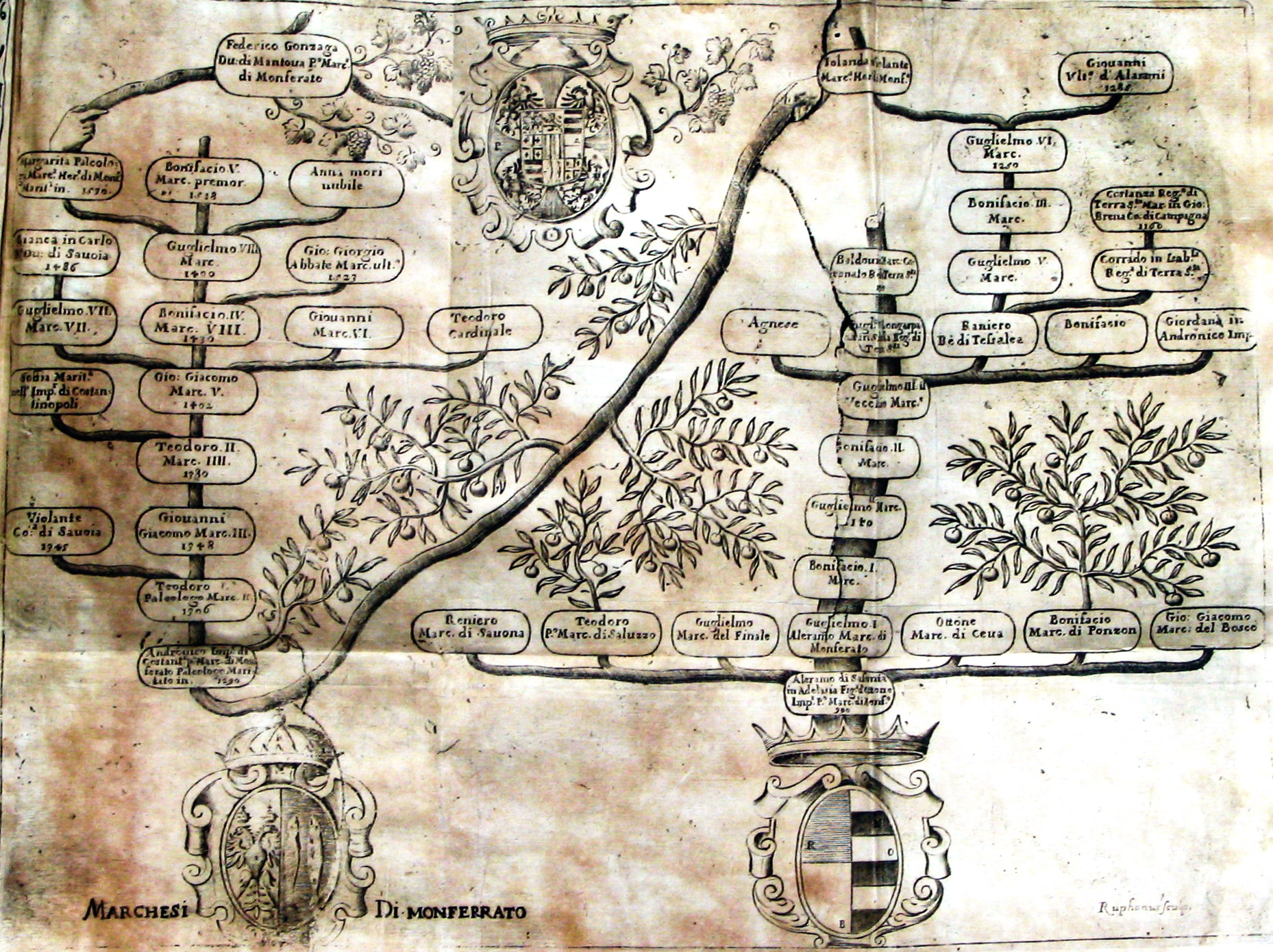
Árbol genealógico de los marqueses del Monferrato
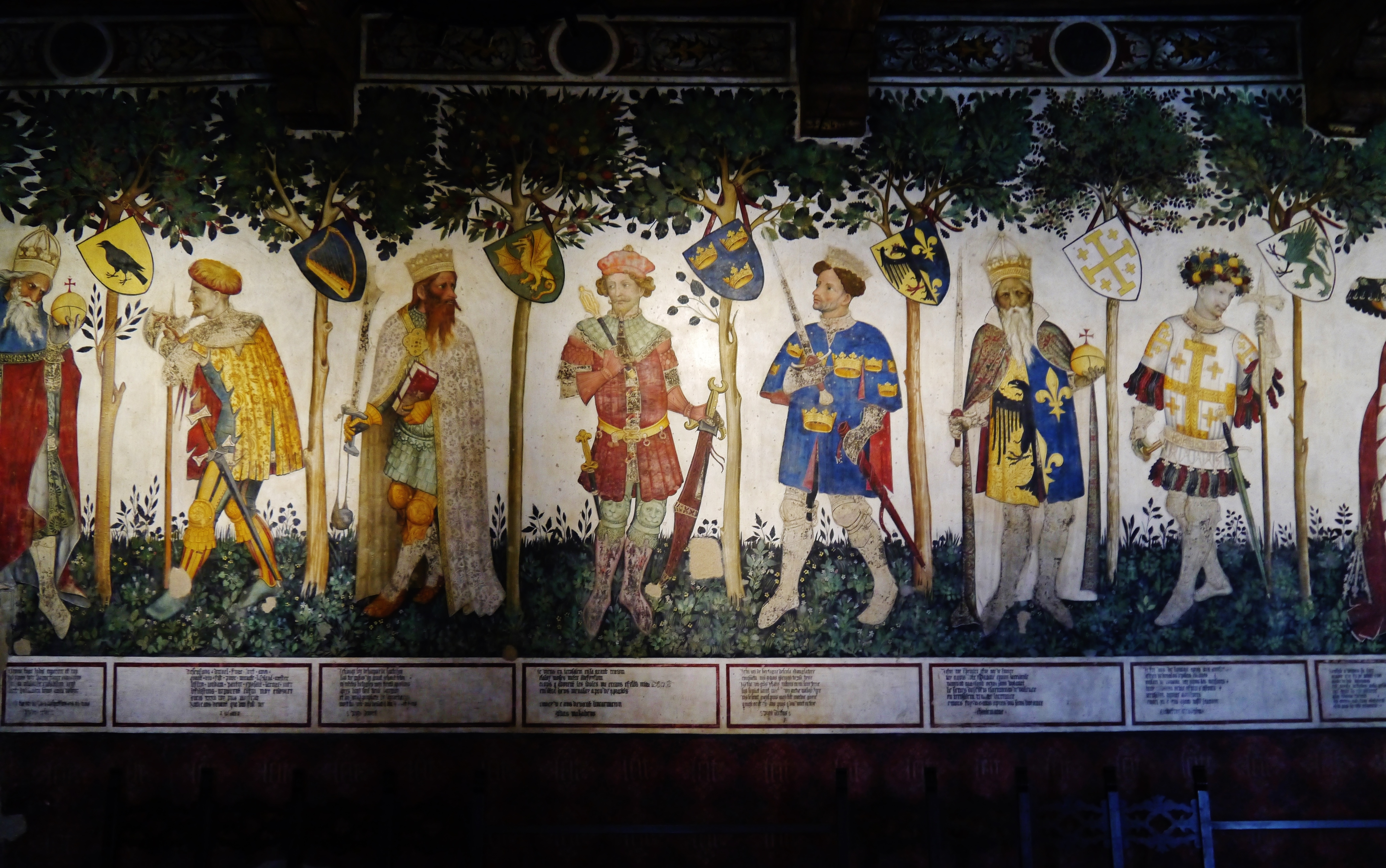
Retrato de algunos Aleramici de Savona en el Castillo della Manta
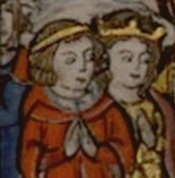
Conrado del Monferrato e Isabel de Jerusalén
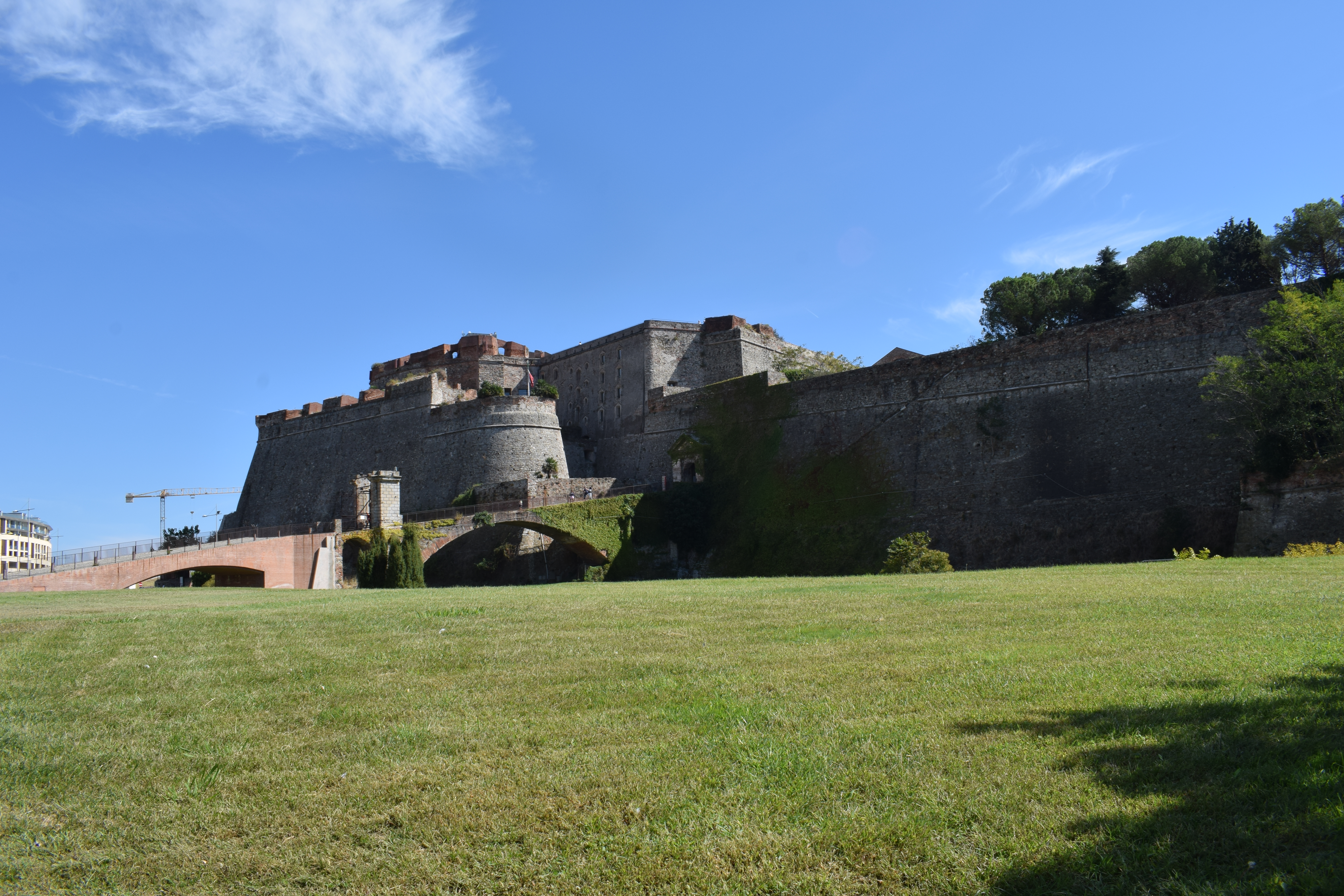
Castillo de Savona
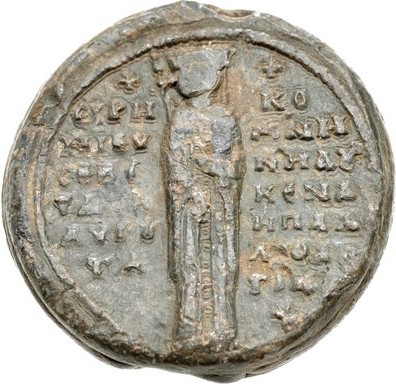
Moneda con efigie de la emperatriz Irene del Monferrato
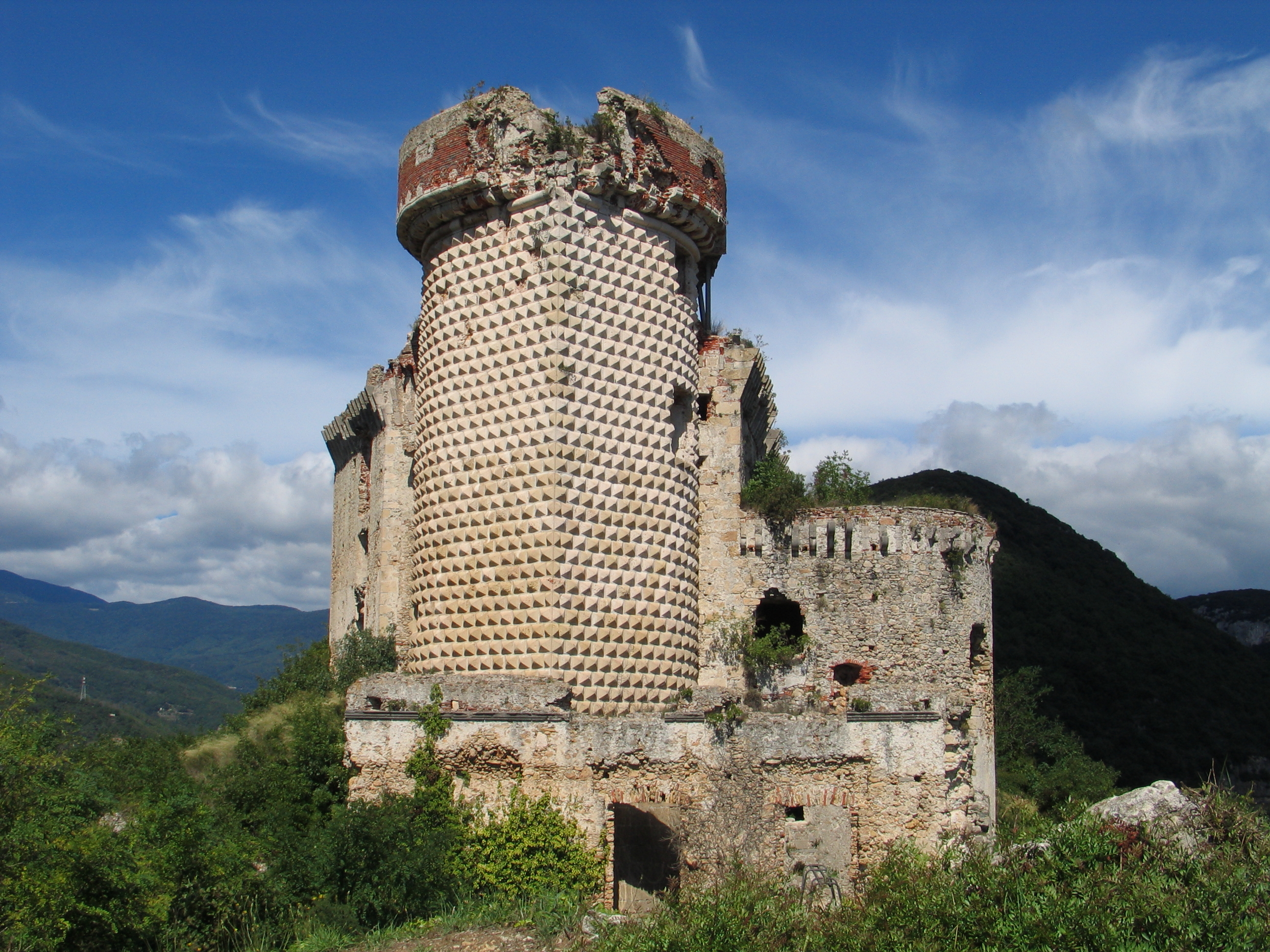
Castel Gavone de la familia del Carreto

## Árbol genealógico de los Aleramici
Aleramo de Savona y Monferrato (958–991) fue el primer marqués de Liguria Central (la marca Alerámica) casado en primeras nupcias con "Adelasia" (nombre legendario), y en segundas nupcias con Gerberga, hija del rey Berengario II de Italia
- Guillermo II de Montferrato co-marqués de Montferrato con su padre Aleramo
- Otón I de Montferrato (991)
  - Guillermo III de Montferrato (991–1042)
casado con Waza
    - Otón II de Montferrato (1042–84)
 casado con Constanza de Saboya (hija de Amadeo II de Saboya)
      - Guillermo IV de Montferrato (1084–1100)
 casado con Otta di Aglié
        - Raniero I de Montferrato (1100–1136)
 casado con  Gisela (hija de Guillermo I de Borgoña)
          - Juana de Montferrato
casada con Guillermo Clito de Normandía, conde de Flandes
          - Guillermo V de Montferrato el Viejo (1136–1191)
 casado con Judith de Babenberg, hija de Leopoldo III de Austria y de Inés de Alemania
            - Guillermo de Montferrato, conde de Jaffa y Ascalon, el Espadalarga
casaddo con Sibila, reina de Jerusalén (e hija mayor de Amalarico I de Jerusalén)
              - Balduino V rey de Jerusalem (1185–1186)

            - Conrado de Montferrato marqués (1191–1192)
casado con 2.Theodora Angelina (hermana de Isaac II, Roman Emperor) 3.Isabel, reina de Jerusalén
            - Ranieri del Monferrato (1162-1183)
casado co Maria Comenna (hija de Manuel I Comneno, emperador bizantino)
            - Azalaïs de Montferrato (o Adelasia) (-1232), casada con Manfredo II, marqués de Saluzzo, en 1182, fue regente de su nieto Manfredo III.
            - Bonifacio de Montferrato marqués de Montferrato (1192–1207), rey de Tesalónica (1205–1207)
  casado con Helena del Bosco, Jeanne de Chatillon y con Margarita de HungríaMargaret of Hungary (hija del rey Bela III de Hungría)
              - Inés de Montferrato 
casada con Enrique de Flandes, emperador latino de Constantinopla.
              - Demetrio de Montferrato, rey de Tesalónica(1207–1224)
              - Guillermo VI de Montferrato (1207–1225)
 casado con Berta di Clavesna (hija de Bonifacio, marqués de Cortemiglia)
                - Beatriz de Montferrato
casada con 1.Guigues VI Delfín 2.Guy II señor de Bauge 3.Pierre de La Roue
                - Alix (1215 - 1232), casada en mayo de 1229 con Enrique I de Lusignan, rey de Chipre entre 1218 y 1253.
                - Bonifacio II de Montferrato, el Gigante (1225–53)
 casado con Margarita, hija de Amadeo IV de Saboya)
                  - Adelaide
casada con Alberto I de Brunswick-Luneburgo
                  - Guillermo VII de Montferrato, el Grande (1253–1292)
 casado con 1.Isabel de Clare (hija de Richard de Clare, V conde de Hertford) 2.Beatriz de Castilla (hija de Alfonso X de Castilla)
                    - Margarita
casada con 1.Pallavicini 2.Juan de Castilla el de Tarifa
                    - Juan I de Montferrato (1292–1305)
 casado con Margarita de Savoya (hija de Amadeo V de Saboya)
                    - Yolanda/Violante (que cambió su nombre al de emperatriz Irene) marquesa de Montferrato
consorte de Andrónico II Paleólogo, Emperador Bizantino
                      - Teodoro I, marqués de Montferrato (1338–1372) y príncipe bizantino
Montferrato pasaría a ser gobernada por la Dinastía de los Paleólogo y más tarde por la familia Gonzaga
- Anselmo I fundador de los Aleramici – de Savona y del Vasto
  - Anselmo II de Savona y del Vasto, casado con Adelaida d'Este, hija de Alberto Azzo I de Milán
    - Otto marqués de Savona y del Vasto
      - Bonifacio del Vasto, marqués de Savona y del Vasto
        - {Manfredo I de Saluzzo (1125–1175)
casado con Leonor
          - Manfredo II de Saluzzo (1175–1215)
casado con Azalaïs de Montferrato (hija de Guillermo V de Montferrato)
            - Bonifacio 
casado con Maria Torres (hija de Comita III de Torres, Cerdeña)
              - Manfredo III de Saluzzo (1215–1244)
casado con Beatriz de Saboya (hija de Amadeo IV de Saboya)
                - Tomás I de Saluzzo (1244–1296)
casado con Luigia/Aloisia di Ceva
                  - Manfredo IV de Saluzzo (1296–1330)
casado con 1.Beatriz de Sicilia (hija de Manfredo de Sicilia) 2.Isabella Doria (hija de  Bernabo Doria)
                    - Manfredo V de Saluzzo (1330–1332)
                    - Federico I de Saluzzo (1330–1336)
casado con Margarete de La Tour-du-Pin (hija e Humberto I, Delfín de Viennois)
                      - Tomás II de Saluzzo (1336–57)
casado con Richarda Visconti (hija de Galeazzo I Visconti, señor de Milán)
                        - Federico II de Saluzzo (1357–1396)
casado con Beatrice, hija de Hugo de Génova
                          - Tomás III de Saluzzo (1396–1416)
                            - Ricciarda
casada con Nicolás III de Este, marqués de Ferrara
                            - Ludovico I de Saluzzo (1416–1475)
casado con 1.Isabella Palaiologo (hija de Juan Jaime de Montferrato) 
                              - Ludovico II de Saluzzo (1475–1504)
casado con 1.Juana Palaiologo (hija de Guillermo VIII de Montferrato) 2.Margarita de Foix (hija de Juan, conde de Candale)
                                - Michele Antonio di Saluzzo (1504–1528)
                                - Giovanni Ludovico de Saluzzo (1528–1529)
                                - Francesco Ludovico de Saluzzo (1529–1537)
                                - Gabriel de Saluzzo (1537–1548)
en 1549 Enrique II de Francia anexionó el marquesado de Saluzzo al Delfinado.

        - Guglielmo, marqués de Busca y Lancia.
        - Hugo, marqués de Clavesana murió sin hijos.
        - Anselmo, marqués de Albenga, Ceva y de Clavesana.
        - Enrique del Vasto, marqués de Savona, progenitor de la familia del Carretto.
          - Enrique II del Carretto, marqués de Savona (1165-1231)
          - Ottone, marqués de Dego y Roccaverano
          - Isabella (m. 1191)
          - Ambrogio (1170 - 1192), obispo de Savona de 1183 a 1192
          - Bonifacio (1172 - 1224), obispo de Savona desde 1193 y de asti Asti de 1215 a 1224.

        - Oddone Boverio fue marqués de Loreto, que alienó a sus feudos de Asti.
        - Bonifacio el Joven, obispo y marqués de Cortemilia.
        - Sibila se desposó con Guglielmo VI, señor de Montpellier.

      - Manfredo Incisa del Vasto
        - Adelaida del Vasto, casó con Roger I de Sicilia, y fue la madre de Simón de Sicilia y Roger II. En segundas nupcias casó con Balduino I, rey de Jerusalén.
        - Enrique del Vasto, casado con Flandina, hija del conde «Roger I de Calabria y Sicilia».

    - Hugo II de Savona, marqués del Bosco y de Ponzone
      -         - Anselmo IV, marqués del Bosco
          - Manfredo, marqués del Bosco
            - Ottone, marqués del Bosco
              - Alberto del Bosco
              - Guglielmo, marqués del Bosco
                - Agnese del Bosco, casada con Federico Malaspina, marqués de Villafranca, hijo de Corrado Malaspina "el Antiguo"

              - Trucco del Bosco

            - Guglielmo, marqués de Ussecio y Pareto
              - Enrico, marqués de Ussecio
                - Giovanna de Ussecio, casada con Delfino de Varazze

              - Bonifacio, marqués de Pareto

          - Guglielmo Pixaloira, marqués de Varazze, casado con María
            - Anselmo V, marqués de Varazze
            - Arduino de Varazze (f. Acre, 1185), muerto en las cruzadas sin descendencia.
            - Delfino, marqués de Varazze, casado con Giovanna de Ussecio, hija de Enrico, marqués de Ussecio
            - Azzo de Varazze
            - Sibilia de Varazze, casada con Enrico Malocello, cónsul de la República de Génova

        - Azzo, obispo de Acqui
        - Aleramo II, marqués de Ponzone
          - Hugo, marqués de Ponzone
            - Enrico, marqués de Ponzone, caballero de la Orden del Temple
            - Ponzio de Ponzone

          - Enrico de Ponzone
          - Pietro de Ponzone
            - Giacomo de Ponzone
              - Ponzio de Ponzone
              - Pietro de Ponzone
              - Isotta de Ponzone, casada con el almirante Oberto Doria, capitano del popolo de la República de Génova

        - Güelfo I, marqués de Albissola y Varazze, casado con Teoderata
          - Ferraria d'Albissola, casada con Guido Guerra, conde de Ventimiglia

    - Sibilia de Savona, casada con Rubaldo degli Arduinici, vizconde de Sarmatorio

| Descendientes de Guillermo I de Montferrato ( -961/967) |
| ------------------------------------------------------- |